# 喬羅特峰
喬羅特峰（西班牙語：Pico Chorote），是委內瑞拉的山峰，位於該國西部特魯希略州，屬於聖多明各山脈的一部分，毗鄰與巴里納斯州拉壤邊界，海拔高度3,413米。